# Списак епизода серије Ши-Ра и принцезе моћи

Ши-Ра и принцезе моћи је америчка анимирана стриминг-телевизијска серија коју је развила Н. Д. Стивенсон за Netflix. Производи је DreamWorks Animation Television. Рибут је серије Ши-Ра: Принцеза моћи из 1985. године. Говори о тинејџерки по имену Адора, која добија моћи које јој омогућавају да се претвори у насловну хероину. Охрабрена овом моћи, Адора предводи групу других магичних принцеза у савезу да победи злог Хордака и његову хорду. Серију је приказивао Netflix између 13. новембра 2018. и 15. маја 2020. године. Састоји се од пет сезона и 52. епизоде.

## Преглед серије
| Сезона | Сезона | Епизоде | Епизоде | Оригинална објава  | Оригинална објава  |
| ------ | ------ | ------- | ------- | ------------------ | ------------------ |
|        | 1.     | 13      | 13      | 13. новембар 2018. | 13. новембар 2018. |
|        | 2.     | 7       | 7       | 26. април 2019.    | 26. април 2019.    |
|        | 3.     | 6       | 6       | 2. август 2019.    | 2. август 2019.    |
|        | 4.     | 13      | 13      | 5. новембар 2019.  | 5. новембар 2019.  |
|        | 5.     | 13      | 13      | 15. мај 2020.      | 15. мај 2020.      |